# Vlag van Noord-Limburg (Nederland)

Vlag van Noord-Limburg

De vlag van Noord-Limburg is de vlag van regio Noord-Limburg. De vlag bestaat uit twee witte banen en een smallere blauwe baan. De blauwe baan wordt onderbroken door een groene gestileerde gespiegelde hoofdletter "G". De herkomst en de betekenis van de vlag is niet bekend.
De vlag is opgenomen in het vlaggenregister van de Hoge Raad van Adel, die op 12 juni 1987 instemming heeft verleend. Vaststelling vond plaats op 14 oktober 1987.